# Synergia
Synergia (em hebraico: סינרגיה, "sinergia") é uma banda israelense/israelita de rock. No princípio a banda foi formada pelos dois amigos de infância Ron Hoffman (teclados) e Roy Geffen (guitarra). Eles começaram a tocar num grupo cover em Tel Aviv chamado "HaTzayadim" (Os Caçadores). Mais tarde, os dois juntaram forças com o guitarrista Ariel "Bibs" Branson, o baterista Ori Raz (mais tarde substituídos por Banua Nachaisi e Eitan Raz, respectivamente) e o baixista Iron Shabtai.
O primeiro sucesso de rádio em Israel foi um cover para um outro músico israelense, Shlomo Artzi, embora seu primeiro álbum, "Tzo'akim al Ahavah" (Gritando sobre Amor) naquele ano fez pouco sucesso. Apesar disso, seu segundo álbum, "Margish Acher" (Sentindo Diferente), outorgou para a banda o status de um dos principais grupos de rock em Israel, praticamente de um dia para o outro. Deste álbum de 2006 a banda produziu muitos sucessos instantâneos de rádio, mais notavelmente "Tir'i Zeh Ani" (Vê, Sou Eu), "Margish Acher" e "Ashem" (Culpado). O álbum tornou-se disco de ouro depois de vender mais de 20.000 cópias.
Em 2006 a banda ganhou vários prêmios, entre eles de "Grupo do Ano" do canal israelense de música Music 24 e das duas estações de rádio mais populares: Reshet Gimel (Kol Yisrael) e Galgalatz. A canção "Tir'i Zeh Ani" de seu segundo álbum recebeu o título de "Canção do Ano" pelo Galgalatz.

## Discografia
- 2005 - "Tzo'akim al Ahavah" (Gritando sobre Amor)
- 2006 - "Margish Acher" (Sentindo Diferente)
- 2008 - "Hishtakfut" (Reflexo)
- 2009 - "Synergia Akustit - Im Rami Kleinstein" (Synergia Acústico - Com Rami Kleinstein)
- 2011 - "Chatum ba'Esh" (Assinado no Fogo)